# L'ange de metamorphose
『L'ange de métamorphose』（ランジュ・ドゥ・メタモルフォーズ）は、高橋洋子の9枚目のオリジナル・アルバム。2003年5月23日にb-fairy recordsから発売された。日本語タイトルは『変革の天使』（へんかくのてんし）。

## 概要

### アルバム解説
- b-fairy recordsから発売された唯一のアルバム。
- 新曲8曲、シングル曲1曲、カバー曲1曲という構成になっている。
- アルバムの制作テーマは「変革」である[2]。
- キャッチコピーは「「エヴァンゲリオン」の黄金コンビが放つヒューマンファンタジックストーリー。珠玉の作品が貴方を感動の渦に巻き込む…。」。
- 2020年5月29日、サブスクリプション音楽配信サービスにて配信が開始された[3]。

### 楽曲解説
- 5曲目「コスモスに君と」は、戸田恵子の楽曲をカバーしたものである[4]。オリジナルは、テレビアニメ『伝説巨神イデオン』のエンディングテーマである[4]。
- 10曲目「Bonne nuit」は、唯一のインストゥルメンタルである。

## 収録曲
| #         | タイトル                       | 作詞      | 作曲             | 編曲             | 時間  |
| --------- | ------------------------------ | --------- | ---------------- | ---------------- | ----- |
| 1.        | 「L'ange de métamorphose」     | 高橋洋子  | 大森俊之         | 大森俊之         | 4:53  |
| 2.        | 「Je crois…」                  | 高橋洋子  | 高橋洋子         | 大森俊之         | 5:01  |
| 3.        | 「地球は歌ってる」             | 高橋洋子  | 大森俊之         | 大森俊之         | 2:29  |
| 4.        | 「Smile! Happy good day」      | 高橋洋子  | 大森俊之         | 大森俊之         | 4:26  |
| 5.        | 「コスモスに君と」             | 井荻麟    | すぎやまこういち | すぎやまこういち | 3:53  |
| 6.        | 「心の翼」                     | 高橋洋子  | 坂本裕介         | 坂本裕介         | 4:34  |
| 7.        | 「La Vie」                     | 高橋洋子  | 大森俊之         | 大森俊之         | 3:12  |
| 8.        | 「碧い水の誘い」               | 高橋洋子  | 大森俊之         | 大森俊之         | 3:05  |
| 9.        | 「L'étoile du soir」           | 高橋洋子  | 大森俊之         | 大森俊之         | 4:26  |
| 10.       | 「Bonne nuit（Instrumental）」 | -         | 大森俊之         | 大森俊之         | 2:42  |
| 合計時間: | 合計時間:                      | 合計時間: | 合計時間:        | 合計時間:        | 38:41 |

## タイアップ
| 楽曲                  | タイアップ                                |
| --------------------- | ----------------------------------------- |
| Smile! Happy good day | カネボウ化粧品CMソング                    |
| 心の翼                | 日本テレビ系『素顔が一番!』イメージソング |

## 参加ミュージシャン
| L'ange de métamorphose       | L'ange de métamorphose                               |
| ---------------------------- | ---------------------------------------------------- |
| パーカッション               | 三沢またろう                                         |
| コーラス                     | 高橋洋子                                             |
| キーボード、プログラミング   | 大森俊之                                             |
| レコーディング、ミックス     | 中越道夫                                             |
| Je crois…                    |                                                      |
| ギター、エレクトリックギター | 梶原順                                               |
| ストリングス                 | 後藤勇一郎ストリングス                               |
| キーボード、プログラミング   | 大森俊之                                             |
| レコーディング、ミックス     | 中越道夫                                             |
| Smile! Happy good day        |                                                      |
| ギター                       | 田代耕一郎                                           |
| ベース                       | 美久月千晴                                           |
| ストリングス                 | 後藤勇一郎ストリングス                               |
| コーラス                     | 高橋洋子                                             |
| キーボード、プログラミング   | 大森俊之                                             |
| レコーディング、ミックス     | 中越道夫                                             |
| コスモスに君と               |                                                      |
| ギター                       | 丹波博幸                                             |
| コーラス                     | 高橋洋子、たかはしごう、大森俊之、竹田えり、相吉志保 |
| キーボード、プログラミング   | 大森俊之                                             |
| レコーディング、ミックス     | 中越道夫                                             |
| 心の翼                       |                                                      |
| ギター                       | 吉川忠英                                             |
| コーラス                     | 高橋洋子                                             |
| キーボード、プログラミング   | 坂本裕介                                             |
| レコーディング、ミックス     | 坂本裕介                                             |
| La Vie                       |                                                      |
| ストリングス                 | 後藤勇一郎ストリングス                               |
| キーボード、プログラミング   | 大森俊之                                             |
| レコーディング、ミックス     | 上田健一郎                                           |
| 碧い水の誘い                 |                                                      |
| コーラス                     | 高橋洋子、たかはしごう                               |
| キーボード、プログラミング   | 大森俊之                                             |
| レコーディング、ミックス     | 中越道夫                                             |
| L'étoile du soir             |                                                      |
| エレクトリックギター         | 丹波博幸                                             |
| パーカッション               | 三沢またろう、Wooji                                  |
| フルート                     | Wooji                                                |
| コーラス                     | 高橋洋子、たかはしごう                               |
| キーボード、プログラミング   | 大森俊之                                             |
| レコーディング、ミックス     | 上田健一郎                                           |
| Bonne nuit (Instrumental)    |                                                      |
| エレクトリックギター         | 梶原順                                               |
| パーカッション               | 三沢またろう、Wooji                                  |
| フルート                     | Wooji                                                |
| キーボード、プログラミング   | 大森俊之                                             |
| レコーディング               | 大森俊之                                             |
| ミックス                     | 上田健一郎                                           |

## スタッフクレジット
| マスタリング                 | 瀧口博達（JVCマスタリングセンター）                      |
| A&R/プロモーションスタッフ   | 久野天人（b-fairy records）、藤原豊人（b-fairy records） |
| アシスタントプロデューサー   | 相吉志保（PH-Sound）                                     |
| 制作協力                     | 矢田部砂与子（PH-Sound）、相吉志保（PH-Sound）           |
| アートディレクション         | Yuko Kobayashi                                           |
| デザイン                     | Yuko Kobayashi                                           |
| イラストレーション           | 美樹本晴彦                                               |
| エグゼクティブプロデューサー | 真壁照幸（b-fairy records）                              |
| ゼネラルプロデューサー       | 木谷高明（ブロッコリー）                                 |